# فيروزي فاتح
الفيروزي الفاتح (بالإنجليزية: Light Turquoise)‏ هو أحد تدرجات اللون الأزرق السماوي.